# Christine Csar
Christine Csar (* 17. September 1957 in Wien) ist eine österreichische Schauspielerin und Theaterregisseurin.

## Leben
Christine Csar arbeitete nach dem Abitur als Sekretärin in einem Reisebüro und finanzierte damit ihre Ausbildung bei an der Schauspielschule Krauss. 1978 erhielt sie ihr erstes Engagement an der Landesbühne Wilhelmshaven, wo sie bis 1980 tätig war. Dort spielte sie die Luise in Kabale und Liebe, die Regine in Gespenster, die Charlie in Die neuen Leiden des jungen W. und die Bianca in Der Widerspenstigen Zähmung.
1980 kam sie an das Stadttheater Würzburg, wo sie als Leni in Italienische Nacht, Raina in Helden, Mädchen in Draußen vor der Tür und Selma Knobbe in Die Ratten zu sehen war. 1982 wechselte sie an das Theater der Jugend in Wien. Dort verkörperte sie die Nicole in Der Bürger als Edelmann und die Clarice in Der Diener zweier Herren.
Seit 1998 wirkt Csar regelmäßig als Schauspielerin, Regieassistentin und Regisseurin bei den Festspielen der Freilichtbühne auf Schloss Neersen bei Willich mit.

## Filmografie
- 1977: Cella oder Die Überwinder
- 1976: Auf freiem Fuß
- 1979: Das Dorf an der Grenze
- 1983: Kieselsteine
- 1983: Herrenjahre
- 1987: Tatort: Der letzte Mord